# Котовск (Русия)
Вижте пояснителната страница за други значения на Котовск.
Котовск (на руски: Котовск) е град в Русия, Тамбовска област.

## География
Разположен е на десния висок бряг на река Цна. Той е промишленият спътник на областния център Тамбов, отстоящ само на 6 километра северно-северозападно. На това кратко разстояние са разположени с. Бокино, сгт. Строител (Строитель) и малки езера.
Населението на града е 31 851 души според преброяването от 2010 година.

## История
Котовск възниква със строителството през 1914 година на работническото селище Пороховой Завод (т.е. Барутен завод) и на производствените корпуси на държавно предприятие на отбранителната промишленост. Следващата година е предаден в експлоатация най-големият в региона завод, но дострояването продължава до 1917 година. Прокарана е теснолинейка, изградена е първата в региона топлоелектрическа централа.
През 1918 г. става център на селски район и получава наименованието Ударни (Ударный), а през 1919 г. – името Красний Боевик (Красный Боевик). Населението по преброяване от 1939 г. съставлява 16 986 души.
С постановление на правителството от 9 февруари 1938 г. заводското селище става административен район на Тамбов. На 16 април 1940 г. е преобразувано в град, като е преименувано на Котовск в чест на героя от Гражданската война комбрига Григорий Котовский.